# Leichtathletik-Weltmeisterschaften 1993/4 × 400 m der Frauen
Die 4-mal-400-Meter-Staffel der Frauen bei den Leichtathletik-Weltmeisterschaften 1993 wurde am 21. und 22. August 1993 im Stuttgarter Gottlieb-Daimler-Stadion ausgetragen.
Weltmeister wurden die Vereinigten Staaten in der Besetzung Gwen Torrence (Finale), Maicel Malone-Wallace, Natasha Kaiser-Brown und Jearl Miles (Finale) sowie den im Vorlauf außerdem eingesetzten Terri Dendy und Michele Collins.
Den zweiten Platz belegte Russland mit Jelena Rusina, Tatjana Alexejewa, Margarita Ponomarjowa (Finale) und Irina Priwalowa (Finale) sowie den im Vorlauf außerdem eingesetzten Jelena Goleschewa und Wera Sytschugowa.
Bronze ging an Großbritannien in der Besetzung Linda Keough, Phylis Smith, Tracy Goddard und Sally Gunnell.
Auch die nur im Vorlauf eingesetzten Läuferinnen erhielten entsprechendes Edelmetall. Ein Rekord stand dagegen nur den tatsächlich laufenden Athletinnen zu.

## Rekorde

### Bestehende Rekorde

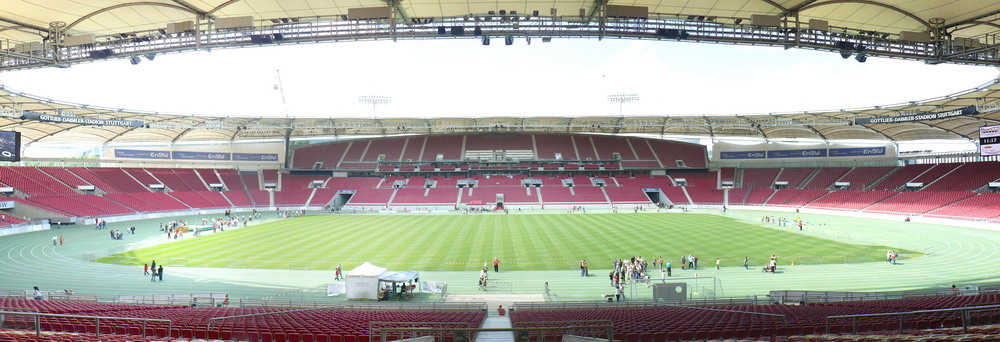
Das Stuttgarter Gottlieb-Daimler-Stadion im Jahr 2007

| Weltrekord | 3:15,17 min | Sowjetunion (Tazzjana Ljadouskaja, Olga Nasarowa, Marija Pinigina, Olha Bryshina)                | OS in Seoul, Südkorea | 1. Oktober 1988   |
| WM-Rekord  | 3:18,43 min | Sowjetunion (Tazzjana Ljadouskaja, Ljudmyla Dschyhalowa, Olga Nasarowa, Olha Wladykina-Bryshina) | WM in Tokio, Japan    | 1. September 1991 |

### Rekordverbesserung
Die Weltmeisterstaffel aus den Vereinigten Staaten (Gwen Torrence, Maicel Malone-Wallace, Natasha Kaiser-Brown, Jearl Miles) verbesserte den bestehenden WM-Rekord im Finale am 22. August um 1,72 Sekunden auf 3:16,71 min.

## Vorrunde
Die Vorrunde wurde in zwei Läufen durchgeführt. Die ersten drei Staffeln pro Lauf – hellblau unterlegt – sowie die darüber hinaus beiden zeitschnellsten Teams – hellgrün unterlegt – qualifizierten sich für das Finale.

### Vorlauf 1
21. August 1993, 19:55 Uhr
| Platz | Staffel    | Besetzung                                                                              | Zeit (min)                    |
| ----- | ---------- | -------------------------------------------------------------------------------------- | ----------------------------- |
| 1     | Jamaika    | Beverly Grant (Vorlauf) Inez Turner Deon Hemmings Sandie Richards                      | 3:23,82                       |
| 2     | Russland   | Jelena Goleschewa (Vorlauf) Jelena Rusina Wera Sytschugowa (Vorlauf) Tatjana Alexejewa | 3:24,64                       |
| 3     | Tschechien | Naděžda Koštovalová Helena Dziurová Hana Benešová Ludmila Formanová                    | 3:29,25                       |
| 4     | Schweiz    | Marquita Brillante Regula Zürcher Helen Burkart Kathrin Lüthi                          | 3:29,67                       |
| 5     | Ukraine    | Olga Lisakova Aelita Jurtschenko Olena Nasonkina Olena Stortschowa                     | 3:30,37                       |
| DNF   | Kuba       | Lency Montelier Julia Duporty Idalmis Bonne Odlamis Limonta                            | IAAF Rule 170.6a: Stabverlust |
| DNS   | Kanada     | Keine Benennung der Staffelbesetzung                                                   |                               |

### Vorlauf 2
21. August 1993, 20:05 Uhr
| Platz | Staffel        | Besetzung                                                                                  | Zeit (min) |
| ----- | -------------- | ------------------------------------------------------------------------------------------ | ---------- |
| 1     | USA            | Terri Dendy (Vorlauf) Michele Collins (Vorlauf) Maicel Malone-Wallace Natasha Kaiser-Brown | 3:24,08    |
| 2     | Großbritannien | Linda Keough Phylis Smith Tracy Goddard Sally Gunnell                                      | 3:27,04    |
| 3     | Deutschland    | Heike Meißner Sandra Seuser Anja Rücker Linda Kisabaka                                     | 3:27,44    |
| 4     | Frankreich     | Elsa Devassoigne Évelyne Élien Francine Landre Marie-Louise Bévis                          | 3:28,62    |
| 5     | Nigeria        | Omolade Akinremi Omotayo Akinremi Bisi Afolabi Emily Odoemenam                             | 3:33,12    |
| 6     | Portugal       | Marta Mareira Elsa Amaral Cristina Regalo Natalia Moura                                    | 3:34,76    |
| 7     | Spanien        | Blanca Lacambra Esther Lahoz Yolanda Reyes Miriam Alonso                                   | 3:38,61    |

## Finale
22. August 1993, 18:10 Uhr
| Platz | Staffel        | Besetzung | Zeit (min) |
| ----- | -------------- | --- | ---------- |
| 1     | USA            | Gwen Torrence (Finale) Maicel Malone-Wallace Natasha Kaiser-Brown Jearl Miles (Finale) im Vorlauf außerdem: Terri Dendy Michele Collins         | 3:16,71 CR |
| 2     | Russland       | Jelena Rusina Tatjana Alexejewa Margarita Ponomarjowa (Finale) Irina Priwalowa (Finale) im Vorlauf außerdem: Jelena Goleschewa Wera Sytschugowa | 3:18,38    |
| 3     | Großbritannien | Linda Keough Phylis Smith Tracy Goddard Sally Gunnell                                                                                           | 3:23,41    |
| 4     | Jamaika        | Deon Hemmings Inez Turner Juliet Campbell (Finale) Sandie Richards im Vorlauf außerdem: Beverly Grant                                           | 3:23,83    |
| 5     | Deutschland    | Heike Meißner Sandra Seuser Anja Rücker Linda Kisabaka                                                                                          | 3:25,49    |
| 6     | Frankreich     | Elsa Devassoigne Évelyne Élien Francine Landre Marie-Louise Bévis                                                                               | 3:27.08    |
| 7     | Tschechien     | Naděžda Koštovalová Helena Dziurová Hana Benešová Ludmila Formanová                                                                             | 3:27,94    |
| 8     | Schweiz        | Helen Burkart Regula Zürcher Marquita Brillante Kathrin Lüthi                                                                                   | 3:28,52    |

## Video
- Women's 4x400m Relay Final World Champs Stuttgart 1993, Video veröffentlicht am 21. Dezember 2015 auf youtube.com, abgerufen am 19. Mai 2020